# Norresjö (Svenarums socken, Småland)
Norresjö är en sjö i Vaggeryds kommun i Småland och ingår i Lagans huvudavrinningsområde. Sjön är 14,3 meter djup, har en yta på 0,147 kvadratkilometer och befinner sig 214 meter över havet.

## Delavrinningsområde
Norresjö ingår i det delavrinningsområde (637905-141339) som SMHI kallar för Ovan Grimmavadet. Medelhöjden är 255 meter över havet och ytan är 37,7 kvadratkilometer. Räknas de 2 delavrinningsområdena uppströms in blir den ackumulerade arean 92,04 kvadratkilometer. Delavrinningsområdets utflöde Lagan (Härån) mynnar i havet. Delavrinningsområdet består mestadels av skog (81 procent). Avrinningsområdet har 0,37 kvadratkilometer vattenytor vilket ger det en sjöprocent på 0,9 procent.